# سارا كريستيان
سارا كريستيان (بالإنجليزية: Sara Christian)‏ هي سائقة سباق أمريكية، ولدت في 25 أغسطس 1918 في داهلونغا في الولايات المتحدة، وتوفيت في 7 مارس 1980.